# Sabicea humilis
Sabicea humilis är en måreväxtart som beskrevs av Spencer Le Marchant Moore. Sabicea humilis ingår i släktet Sabicea och familjen måreväxter. Inga underarter finns listade i Catalogue of Life.